# Club de Deportes Recoleta (femenino)
Deportes Recoleta Femenino es la rama femenina del club de fútbol chileno del mismo nombre, radicado en la ciudad de Recoleta, en la Región Metropolitana de Santiago.
La rama fue conformada en 2022, participando por primera vez en el torneo de Primera B de dicho año.  En 2025 será su primera temporada en la Primera División de fútbol femenino de Chile, tras ascender en 2024 luego de empatar con Magallanes 1-1 y salir victoriosas en la tanda de penales por 3-1. 

## Jugadoras

### Altas 2025
| Jugadora         | Posición      | Procedencia          | Tipo |
| ---------------- | ------------- | -------------------- | ---- |
| Macarena Vergara | Portera       | Cobresal             |      |
| Nicole Cornejo   | Defensa       | Cobresal             |      |
| Claudia Maturana | Defensa       | Coquimbo Unido       |      |
| Daniela Ceballos | Defensa       | Deportes Antofagasta |      |
| Gabriela Rojas   | Defensa       | O'Higgins            |      |
| Escarlet Ampuero | Mediocampista | Cobresal             |      |
| Fernanda Soto    | Mediocampista | Cobresal             |      |
| Yazmín Torrealba | Delantera     | Audax Italiano       |      |
| Marinka Huircán  | Delantera     | Santiago Wanderers   |      |

### Bajas 2025
| Jugadora          | Posición      | Destino          | Tipo |
| ----------------- | ------------- | ---------------- | ---- |
| Catalina Guzmán   | Portera       | Bandera de ?     |      |
| Rachel Rubio      | Defensa       | Bandera de ?     |      |
| Camila Mondaca    | Defensa       | Bandera de ?     |      |
| Sandra Vásquez    | Mediocampista | Bandera de ?     |      |
| Camila Astete     | Mediocampista | Bandera de ?     |      |
| Valentina León    | Mediocampista | Unión San Felipe |      |
| Nelyda Davies     | Mediocampista | Bandera de ?     |      |
| Dafne Irribarra   | Mediocampista | Bandera de ?     |      |
| Verónica Riquelme | Delantera     | Bandera de ?     |      |